# Euceratherium collinum
Az Euceratherium collinum az emlősök (Mammalia) osztályának párosujjú patások (Artiodactyla) rendjébe, ezen belül a tülkösszarvúak (Bovidae) családjába és a kecskeformák (Caprinae) alcsaládjába tartozó fosszilis faj.
Nemének az egyetlen faja.

## Előfordulása
Az Euceratherium collinum előfordulási területe Észak-Amerika volt, a kora pleisztocén és a kora holocén korszakok közti idő alatt. Körülbelül 11 500 évvel ezelőtt halhatott ki. Kövületeinek többségét Kalifornia északi részétől egészen Közép-Mexikóig találták meg; de tudjuk, hogy keletre, egészen Illinois államig előfordult.

## Megjelenése
Mérete és testtömege az amerikai bölény (Bison bison) és a keleti pézsmatulok (Ovibos moschatus) között van; azaz becslések szerint átlagosan 600 kilogrammot nyomhatott. Habár hasonlíthatott ma is élő rokonára, a pézsmatulokra az Euceratherium collinum szarva más alakú, illetve hajlású volt; inkább szarvasmarhaszerűen (Bos taurus) hatott.

## Életmódja
A megkövesedett ürülékének köszönhetően megtudtuk, hogy inkább bokorevő állat volt. A növényekből ítélve, a dombos élőhelyeket kedvelte.

## Fordítás
- Ez a szócikk részben vagy egészben  az   Euceratherium című angol Wikipédia-szócikk ezen változatának fordításán alapul.  Az eredeti cikk szerkesztőit annak laptörténete sorolja fel. Ez a jelzés csupán a megfogalmazás eredetét és a szerzői jogokat jelzi, nem szolgál a cikkben szereplő információk forrásmegjelöléseként.